# Ignacio Escolar
Ignacio Arsenio Escolar García (Burgos, 20 de diciembre de 1975) es un periodista español. Es el fundador y director del periódico digital eldiario.es, además de analista político en radio y televisión. Fue fundador y primer director del periódico Público.

## Trayectoria periodística
Nacido el 20 de diciembre de 1975 en Burgos, es hijo de los periodistas Montse García Román, especializada en canción lírica, y  Arsenio Escolar. Entre 1996 y 2001 fue el bajista y teclista del grupo Meteosat.  Estudiante de Periodismo en la Universidad Complutense de Madrid, no terminó la licenciatura. Comenzó a trabajar de periodista en 1995, colaborando en diarios como Cinco Días o El Mundo y revistas como Muy Interesante, Rolling Stone, GEO o Quo. En 1999 se incorporó a los informativos de Telecinco, como responsable de una sección de Internet: "El Navegante", que se emitía diariamente en el informativo nocturno. En 2004 trabajó como consultor de prensa en México y Ecuador. De vuelta a España, fue nombrado coordinador de la web Informativos Telecinco. Dejó el puesto para convertirse en director adjunto de La Voz de Almería, Cadena SER Almería y Localia Almería, lo que haría de él, además, tertuliano en los programas La ventana y Hoy por hoy de la Cadena Ser. Regresó a Madrid para ser el primer director del rotativo Público, que dirigió desde su fundación, en septiembre de 2007, hasta su destitución, el 13 de enero de 2009. Desde esa fecha hasta marzo de 2012 ha sido columnista diario de Público, habiéndose desvinculado de este periódico para fundar la cabecera digital eldiario.es.
También ha participado en tertulias políticas de TVE, como Los Desayunos de TVE, La noche en 24 horas o 59 segundos (2007-2012), La vuelta al mundo (2009-2011) en Veo7, Las mañanas de Cuatro (2013-2014) con Jesús Cintora, El programa de Ana Rosa, El gran debate (2012-2013) y Un tiempo nuevo en Telecinco (2014). 
Fue colaborador habitual de Hoy por hoy de la Cadena Ser hasta que en abril de 2016, a través de una orden directa de Juan Luis Cebrián fue despedido. La causa fue que eldiario.es, periódico que dirige, se hizo eco de la noticia de «Los Papeles de Panamá», y fue uno de los medios, junto con El Confidencial y La Sexta, contra los que Cebrián decidió tomar acciones legales.
Tiene contrato de exclusividad con La Sexta colaborando en los principales programas de la cadena: Al rojo vivo (La Sexta) (2015-actualidad), Más vale tarde y La Sexta Noche (2015-actualidad). Colabora con medios internacionales como The Guardian, en el Reino Unido, o Clarín, en Argentina.

## Bloguero
Como bloguero comenzó su andadura en 2001 editando spanishpop.net, página dedicada al pop independiente que se mantuvo activa hasta 2006. En 2003 inició Escolar.net, una bitácora destinada inicialmente a la actualidad de Internet, pero que más tarde se centraría en la actualidad política. Escolar.net está considerada como la bitácora española más seguida sobre política.
En dicha bitácora se encuentra también alojado el wiki de Escolar.net, que ha servido de plataforma para varios movimientos sociales, como el Movimiento por Una Vivienda Digna o el Manifiesto en defensa de los derechos fundamentales en Internet, entre otros. También desde 2003 colabora habitualmente en el blog cultural elástico.net

## Músico
Ignacio Escolar es también músico de estilo alternativo. Formó parte del grupo indie pop Meteosat, y también ha grabado varias canciones de música electrónica bajo el nombre de Decodek, que están disponibles bajo licencia libre.
En 2001 publicó en Baquía un artículo que desató cierta polémica entre las discográficas y los músicos, ya desde el título: «Por favor, ¡pirateen mis canciones!», donde defendía las licencias libres para la creación musical. 

## Escritor
Junto con su padre, el también periodista Arsenio Escolar, publicó en septiembre de 2010 el ensayo La nación inventada, una historia diferente de Castilla, donde repasan la historia medieval de Castilla y el origen de sus mitos fundacionales. También es autor de la novela corta 31 noches, que se publicó por entregas en el diario Público en el verano de 2009. Este libro se publicará próximamente en papel en la colección «Conspicua» del sello «Suma de Letras». También es coautor de Reacciona, editado por Aguilar.

### Libros publicados
- Escolar, Ignacio; Escolar, Arsenio (2010). La nación inventada. Una historia diferente de Castilla. Madrid: Ediciones Península. ISBN 978-84-9942-047-9.
- Varios Autores (2011). Reacciona. Madrid: Aguilar. ISBN 978-84-0310-200-2.
- Escolar, Ignacio (2012). 31 Noches. Suma de Letras. ISBN 978-84-8365-341-8.
- Escolar, Ignacio (2012). La crisis en 100 apuntes. Debate. ISBN 978-84-9992-226-3.
- Escolar, Ignacio; Escolar, Arsenio (2012). El justiciero cruel. Península. ISBN 978-84-9942-157-5.

## Premios
- Primer ganador del Premio de Periodismo Digital José Manuel Porquet con el artículo «Por favor, pirateen mis canciones».
- Premio «Mujeres progresistas» por no aceptar anuncios de prostitución en Público y considerar a las ONG como fuentes informativas.[13]
- Premio Nicolás Salmerón de Derechos Humanos, en la categoría de profesional de la Comunicación, por su defensa de los derechos humanos.[14]
- Su blog, Escolar.net, ha sido galardonado en los años 2008 y 2009 con el premio al Mejor blog de política, dentro de los premios del portal Bitacoras.com.[15][16]
- Premio Gabriel García Márquez (a la excelencia periodística) (2018)[17]

## Vida personal
Se ha declarado ateo.